# 광주 만귀정
광주 만귀정(光州 晩歸亭)은 광주광역시 서구 세하동에 있는 일제강점기의 건축물이다. 1984년 2월 29일 광주광역시의 문화재자료 제5호로 지정되었다.

## 개요
만귀정은 흥성 장씨의 선조인 장창우가 학문을 가르쳤던 옛 터에 후손들이 그의 덕을 기리고자 지은 정자이다．
1934년에 세웠으며 1945년에 고쳐 지은 건물로 앞면 2칸·옆면 2칸 규모를 갖추고 있다. 지붕은 옆면에서 볼 때 여덟 팔(八)자 모양인 팔작지붕이다.
만귀정 안에는 많은 시문과 현판들이 걸려 있다.
만귀정은 큰 연못 가운데에 세운 정자로 다리를 사이에 두고 다른 정자들과 한 줄로 늘어서 있다.

## 현지 안내문
이곳은 흥성장씨(興城張氏)로 이 마을에 처음 들어온 장창우(張昌羽)가 후학을 가르치며 만년을 보내기 위해 세운 정자이다. 원래의 건물은 없어졌고, 현재의 건물은 1934년에 다시 지은 것이다. 만귀정의 중건 뒤에 세워진 습향각(襲香閣)과 묵암정사(墨庵精舍)가 다리를 사이에 두고 늘어서 있다.
만귀정 중건기는 1934년 고광선(高光善)이, 상량문은 같은 해 이병수(李炳壽)가, 중수기는 1945년에 후손인 묵암(默庵) 장안섭(張安燮)이 썼다.
경내에 서 있는 '만귀정시사창립기념비(晩歸亭詩社創立記念碑)는 한때 이곳을 무대로 한시(漢詩) 활동이 전개되었음을 알 수 있게 한다.

## 참고 자료
- 만귀정 - 국가유산청 국가유산포털